# Amido di mais
L'amido di mais, chiamato spesso anche maizena per via del nome commerciale internazionale dato dal marchio Unilever, è una farina ad elevata purezza che viene ricavata dal chicco del mais (Zea mays) mediante un processo di macinazione ad umido. Il prodotto si presenta sotto forma di polvere bianca finissima, quasi impalpabile.

## Caratteristiche
La differenza tra amido e farina di mais sta nella composizione del prodotto. La farina si ricava attraverso la macinatura della totalità del chicco (endosperma + germe + crusca), mentre l'amido è contenuto nel solo endosperma. La farina di mais si ottiene per macinazione a secco. L'amido di mais non va confuso con la farina di mais Biancoperla, di colore appunto bianco, che serve per la preparazione della polenta bianca tipica del Polesine e delle zone di Padova e Venezia.
Se mescolato all'acqua in proporzione 1:2, dà origine all'oobleck, un fluido non newtoniano (dilatante), che aumenta notevolmente la sua viscosità se sottoposto a una forza sufficiente, comportandosi in maniera simile a un solido.

## Produzione
La produzione di amido di mais inizia con la raccolta del mais dalle coltivazioni. Il mais viene quindi trasportato in una fabbrica di lavorazione dell'amido dove viene pulito, sgranato e macinato per separare i vari componenti del chicco di mais.
La miscela risultante viene quindi trattata con acqua calda e enzimi per rompere le cellule del chicco e liberare l'amido. La miscela viene poi centrifugata per separare l'amido dalle altre sostanze solide e liquide.
L'amido grezzo viene quindi lavato e raffinato per rimuovere le impurità e le fibre. Successivamente viene essiccato per produrre l'amido di mais in polvere.
L'amido di mais viene utilizzato in molti prodotti alimentari e non alimentari, come ad esempio addensanti per salse e zuppe, gelatine, creme, prodotti da forno, carta e tessuti.
È importante notare che la produzione di amido di mais può comportare un impatto ambientale significativo a causa del consumo di acqua e della produzione di rifiuti. Pertanto, molte aziende stanno cercando di sviluppare processi di produzione più sostenibili per ridurre l'impatto ambientale.

## Usi

### Cucina
Il principale utilizzo dell'amido di mais è in ambito gastronomico.
Si impiega per addensare minestre, salse, creme, budini o gelati, e per rendere più friabili i dolci lievitati.
Viene anche usato, in sostituzione della farina di frumento, per la preparazione di alimenti destinati a persone affette da celiachia o intolleranti al glutine. A questo scopo si può adoperare da solo o più comunemente mescolato alla farina di riso o alla fecola di patate. È necessario però che il prodotto abbia la dicitura "senza glutine". Nell'industria alimentare viene anche adoperato come additivo antiagglomerante, ad esempio nella produzione dello zucchero a velo, o addensante, come nel confezionamento di insaccati. Trova impiego anche nella produzione di birra in parziale sostituzione del più tradizionale orzo, dato il suo costo minore.

### Cosmetica
L'amido di mais, oltre al più elevato uso di cucina, ha anche usi cosmetici. Dopo alcune lavorazioni, viene usato soprattutto come crema per le mani con effetti ammorbidenti ed emollienti e anche come maschera sbiancante per la pelle.

### Altri usi
L'amido di mais trova anche usi in campi diversi dalla cucina e dalla cosmetica:
- Migliorare l'impasto della carta;
- Produzione di materie plastiche biodegradabili come il Mater-Bi della Novamont con cui si confezionano ad esempio le buste di bioplastica, in sostituzione dei tradizionali sacchetti in polietilene[9];
- Ingrediente in alcuni farmaci[10];
- Produzione di sapone;
- Lubrificante;
- Ingrediente usato per preparare la pastura/esca per la pesca alla carpa;
- Ingrediente usato per la preparazione della pasta modellabile detta "ceramica fredda" o "pasta di mais";
- Ingrediente per fluidi non newtoniani;